# Qui m'estimi, que em segueixi!
Qui m'estimi, que em segueixi! o Qui m'estime que em seguisca (títol original en francès, Qui m'aime me suive !) és una pel·lícula de comèdia francesa del 2019 coescrita i dirigida per José Alcala. Es va plantejar inicialment una comèdia de costums, encara que es va convertir en una road movie. S'ha doblat al català central per a TV3 amb el títol de Qui m'estimi, que em segueixi!, i al valencià per a À Punt amb el nom de Qui m'estime que em seguisca.

## Repartiment
- Daniel Auteuil: Gilbert, antic mecànic
- Catherine Frot: Simone
- Bernard Le Coq: Étienne
- Vanessa Paric: Nathalie, filla d'en Gilbert i la Simone
- Solam Dejean-Lacréole: Terence, fill de la Nathalie
- Diouc Koma: Harold, el nou veí
- India Hair: Sandra
- Olivier Loustau: Santana, la gitana
- Anne Benoit: Rosine
- Thomas Walch: Guillaume
- MaisonClose: el grup de rock